# Chu Ta (cràter)
Chu Ta és un cràter d'impacte en el planeta Mercuri de 100 km de diàmetre. Porta el nom del pintor xinès Zhu Da (c. 1625-1705), i el seu nom va ser aprovat per la Unió Astronòmica Internacional el 1976.